# Tumor neuroectodérmico primitivo
Tumor neuroectodérmico primitivo (PNET) é um tumor da crista neural. É um tumor raro, geralmente ocorrendo em crianças com menos de dez anos de idade. Possui uma taxa de sobrevivência de menos de 40%.